# Лехуан Сіммонс
Лехуан Сіммонс (англ. Lejuan Simmons, нар. 7 квітня 1993) — бермудський футболіст, що грає на позиції нападника в бермудському клубі «Девоншир Кугарс» та збірній Бермудських островів.

## Клубна кар'єра
Лехуан Сіммонс розпочав грати у футбол в юнацькій команді бермудського клубу «Девоншир Кугарс», в основній команді клубу дебютував у 2011 році. Наступного року Сіммонс поїхав грати до Англії, де став гравцем нижчолігового клубу «Ілкестон». За рік на правах оренди приєднався до іншого нижчолігового клубу «Мікліовер Спортс», з якої повернувся до «Ілкестона» в 2014 році, та грав у складі «Ілкестона» до 2017 року. У 2018 році повернувся на Бермуди, де став гравцем місцевого клубу «Робін Гуд». З 2020 року знову став гравцем клубу «Девоншир Кугарс».

## Виступи за збірну
У 2012 році Лехуан Сіммонс дебютував у складі національної збірної Бермудських островів. У складі збірної брав участь у кваліфікаційних турнірах чемпіонату світу з футболу та Золотого кубка КОНКАКАФ. У 2019 році Сіммонс брав участь у першому великому турнірі для збірної Бермудських островів — Золотого кубка КОНКАКАФ 2019 року, на якому збірна Бермудів не зуміла подолати груповий бар'єр, а Лехуан Сіммонс відзначився забитим м'ячем у ворота збірної Нікарагуа. У складі збірної на початок 2023 року провів 31 матч, в якому відзначився 8 забитими м'ячами.